# 茴香
茴香，也被稱為甜茴香，漢藥中的「小茴香」，古称蘹香。為傘形科茴香屬的開花植物種。原產於地中海沿岸與東南亞的原生種，但目前已廣泛被種植在世界許多地方，特别是在海岸附近干燥的土壤。

## 型態
茴香是一種耐寒的多年生草本植物。它可以生長到了2.5米的高度，呈粉綠色筆直狀，莖為空心。葉長可達40公分長。其尾段呈現細長狀，約0.5公釐寬。（它的葉子是相似的蒔蘿，但更纖細）花型為5-15公分寬的傘形花序，每個傘形花序有20〜50個微小的黃色花朵。果實4-10公釐長，半公釐寬或更小，表面帶有淺溝紋道的粉綠色種子。

## 名稱來源
“茴香”，源自於古英語Fenol或Finol，而這又來自拉丁語的Feniculum或Foeniculum，或稱之為Fenum或Faenum，是“乾草”的意思。在過去的拉丁語中指的是大茴香Ferula，目前則普遍使用在相關植物的屬名。
茴香Finule（當時用語）也是異教徒安格魯 - 撒克遜九種草藥魔法中的一種，始被記錄在中古10世紀。
古罗马人称茴香为“小茴香”，意思是“芳香的干草”。

## 生長區域
原產於地中海沿岸的茴香，目前已廣泛歸化於世界各地，包括歐洲北部、美國、加拿大南部、亞洲大部分地區和澳大利亞。在澳大利亞和美國，被視為侵略種和雜草。

## 風味
茴香在各地廣泛種植，花柄，葉片與種子都具有相似的味道，因氣味濃郁而被取之食用。其風味來自茴香腦，帶有甜味，主基調為柑橘香，次基調為松香。與同樣的酚類化合物也存在於茴芹和八角，其味道和香氣類似於他們的，儘管沒有那麼強烈。
經人類改良程度較低的茴香子會帶有苦味，這是來自一種葑酮的物質。
茴香花粉（其實是整朵花）也作為香料使用，是茴香中氣味最濃郁的部分，也是價值最高的。
乾燥後的茴香子其氣味與洋茴香相似，種子新鮮時呈現綠色或棕色，慢慢的會轉變成暗灰色，如果要做烹飪使用，綠色是最好的。葉子的香氣與形狀貌似蒔蘿，嫩葉常被當作裝飾使用，或加入到沙拉，調味醬汁或甜品布丁中，也會被使用在湯品或魚露中以增加其風味。

## 烹飪用途

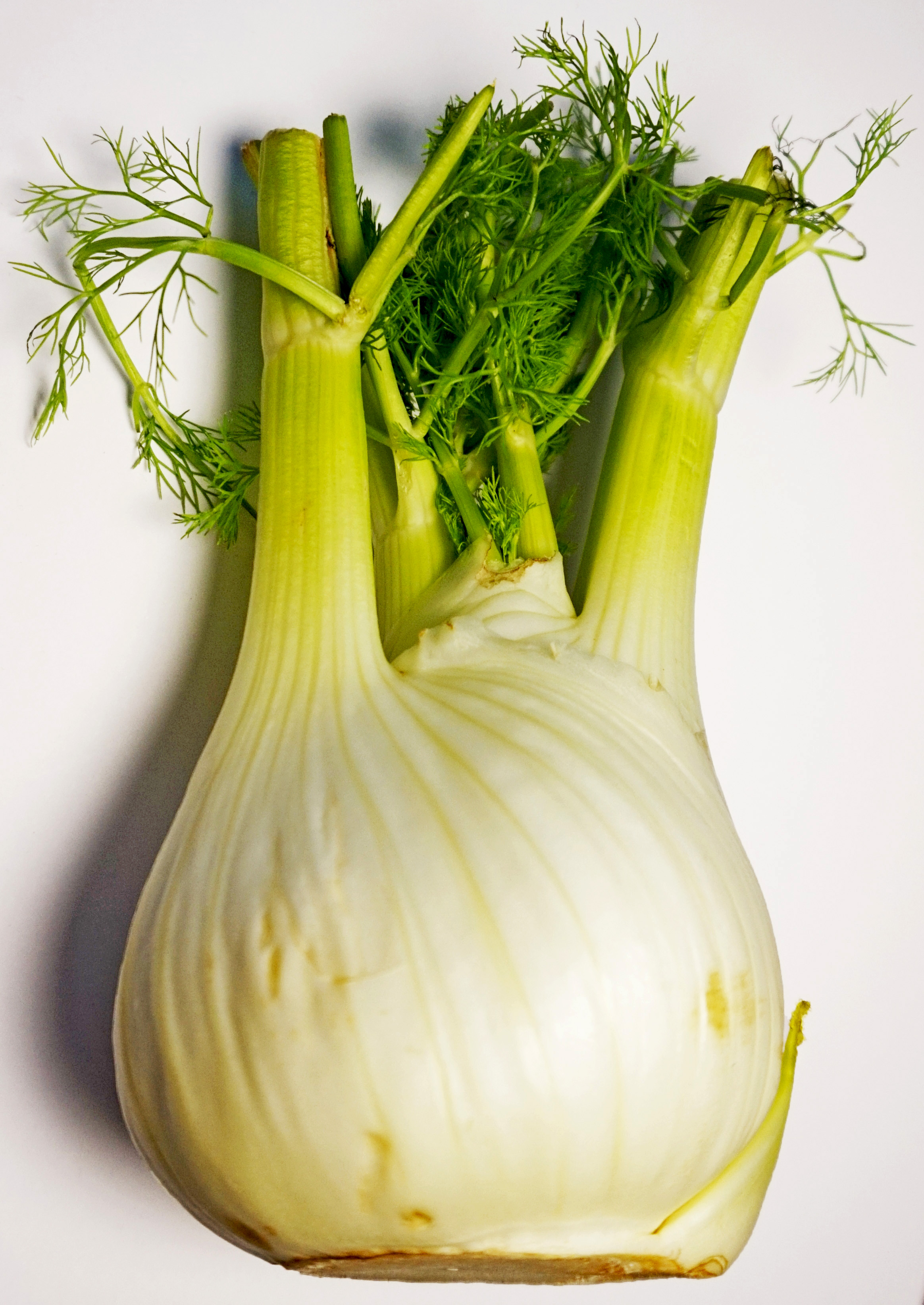
佛羅倫斯茴香

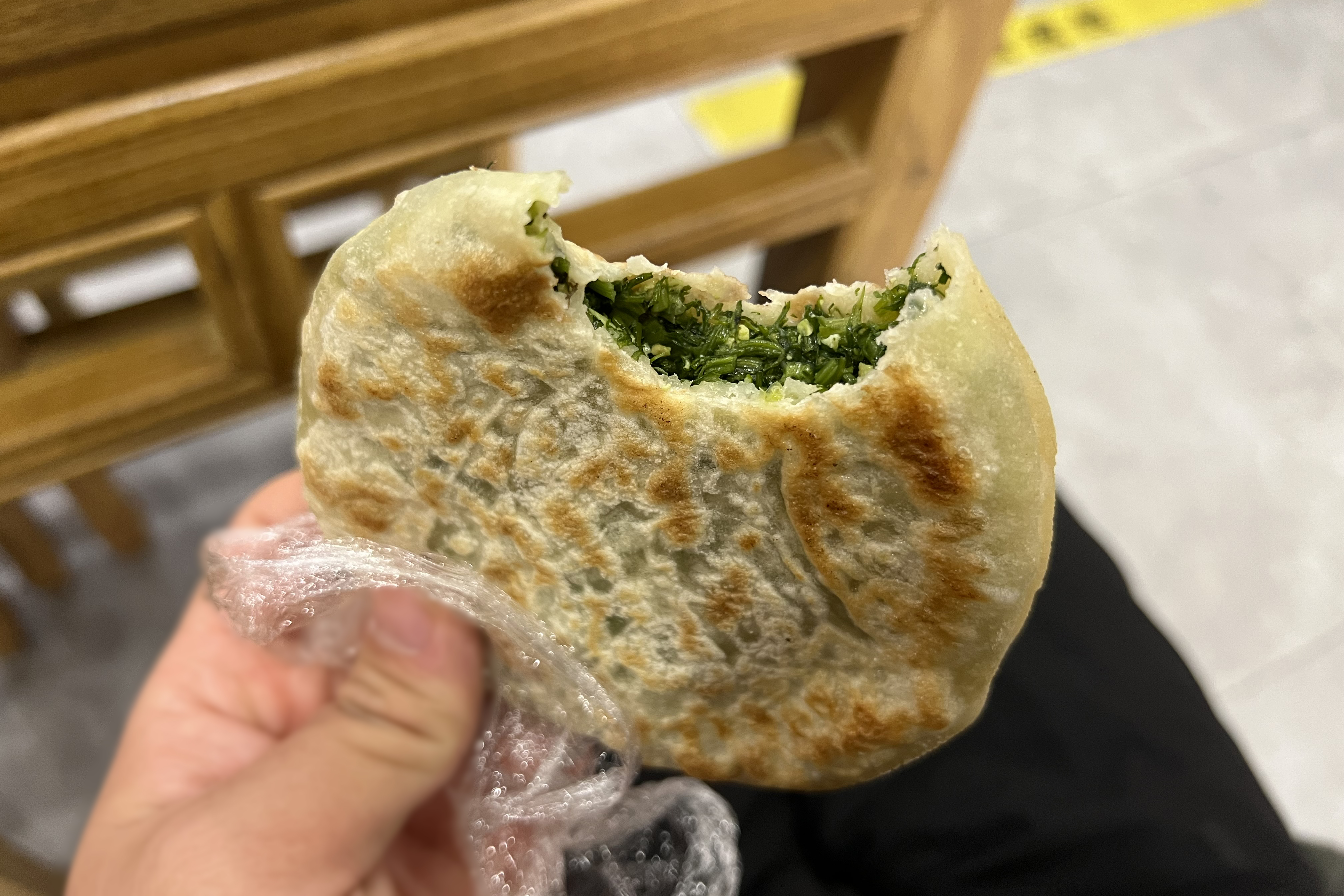
茴香馅饼

中式烹飪的五香粉其中一個成份就是茴香籽。在中国，茴香通常不用来作为菜式原料，但是水饺，面饼或者包子则可以用茴香作馅。
在印度和巴基斯坦（茴香被稱為Saunf），阿富汗，伊朗和中東的許多國家都有使用茴香種子在他們的料理中。它在克什米爾班智達（Kashmiri Pandits）和古吉拉特（Gujarati）料理中是最重要的香料之一。在阿薩姆/孟加拉/奧里雅等地，常常會使用到的五種籽混合香料Panch phoron，是組合成分的其中之一。在南亞的許多地方，會食用烤茴香子幫助飯後消化，或是口氣清新劑以及製成牙膏的調味劑。
在印度，茴香葉可單獨使用於在綠葉菜料理，或混合其他蔬菜一起料理。在敘利亞和黎巴嫩，則有一道混合雞蛋所做成的一種特殊的蛋煎蛋（連同洋蔥和麵粉）稱之為Ijjeh。茴香葉無論是乾燥或新鮮的皆適合使用於蛋類，魚類，或蔬菜類料理。
茴香種子是意大利香腸的主要香味成分。在西班牙，則會使用茴香的莖穿刺茄子來製成醃茄子-Berenjena de Almagro。
佛羅倫斯茴香（Foeniculum vulgare Azoricum Group; syn. F. vulgare var. azoricum）是一個球根部位呈現膨脹狀態的品種。它具有溫和洋茴香一樣的味道，但是香氣更甜與芬香。佛羅倫薩茴香植物比野生型小，膨脹的球根部被作為蔬菜食用或生熟。在一些意大利或德國的沙拉，常與菊苣和鱷梨一起攪拌，是一道可口的小菜。
茴香往往是沙拉和意大利面食的流行成分。它还为鱼和鸡以及香肠做了很好的调味料。

## 容易被混淆的香料
有許多胡蘿蔔家族傘形科的香草物種在表面上甚至氣味上是類似於茴香的，中文也经常用洋茴香这一词来泛指。蒔蘿（Dill）、茴芹（Anise）與葛縷子（Caraway）便是外型上相似但較為短小的草本植物，有时人们甚至也会将芫荽（香菜，Coriander/Cilatro）与其混淆。蒔蘿有螺紋羽毛狀的葉子和黃色的花，芫荽與葛縷子有白色的花朵和細碎的葉子，同樣是一年生或二年生植物。這些草本植物相似的外表與相近的氣味，也就導致了時常被混淆名稱和語源。

## 延伸阅读
[在维基数据编辑]
 《欽定古今圖書集成·博物彙編·草木典·蘹香部》，出自陈梦雷《古今圖書集成》

## 外部連結
1. "Classification for KingdomPlantaeDown to GenusFoeniculum Mill.". US Department of Agriculture, （页面存档备份，存于） Natural Resources Conservation Service. 2015. Retrieved24 March2015.
2. Calflora taxon report, University of California, Foeniculum vulgare Miller, Biscuit root, fennel, sweet fennel （页面存档备份，存于）
3. Fennel（Foeniculum vulgare Mill.） （页面存档备份，存于）
4. Organic Fennel Pollen
5. Tarla Dalal. Fennel seeds, Indian recipes using. （页面存档备份，存于）
6. Anise Seed Substitutes